# Anthropophagous 2000
Pour plus de détails, voir Fiche technique et Distribution.
Anthropophagous 2000 est un film allemand réalisé par Andreas Schnaas, sorti en 1999.

## Synopsis
Une bande d'amis se rendent sur une île grecque pour y passer des vacances. Mais le village qu'ils y découvrent paraît désert. Une jeune femme de la bande disparaît. Après l'avoir cherchée, ils décident de passer la nuit dans une maison abandonnée. Ils découvrent alors dans la cave de la maison une jeune fille terrifiée cachée dans un tonneau. Celle-ci leur raconte qu'elle tente d'échapper à un monstre qui aurait mangé tous les habitants de l'île...

## Fiche technique
- Titre : Anthropophagous 2000
- Réalisation : Andreas Schnaas
- Scénario : Karl-Heinz Geisendorf
- Production : Sonja Schnaas
- Musique : Mark Trinkhaus
- Photographie : Marc Trinkhaus
- Pays d'origine : Allemagne
- Format : Couleurs - 1,66:1 - Stéréo - DV
- Genre : Horreur, thriller
- Durée : 77 minutes
- Date de sortie : 9 avril 1999 (Allemagne)
- Film interdit aux moins de 16 ans lors de sa sortie en France

## Distribution
- Achim Kohlhase : Stan
- Andre Sobottka : Vincent
- Dirk Thies : le vagabond
- Joe Neumann : Steven Bauers
- Jens Bauhuf : Marsh Güldenbaum
- Bernd Meißner : l'agent d'Interpol
- Carsten De Jonge : Hank
- Andreas Schnaas : Nikos Karamanlis
- Karl-Heinz Geisendorf : Allan
- Sybille Kohlhase : Irena Karamanlis
- Cordula Kruger : Martha Karamanlis
- Sandra Berg : Vicky Karamanlis
- Maja Carstens : Mary

## Autour du film
- Le tournage s'est déroulé en octobre 1998 en Autriche et en Italie, dans la région de Toscane.
- Remake de l'Antropophagus réalisé par Joe D'Amato en 1980, ce dernier étant décédé en janvier 1999, quelques mois avant la distribution du film, Anthropophagous 2000 lui est dédié[1].